# Tribal Hidage

Lageplan der Königreiche und Stammesgebiete

Das Tribal Hidage ist eine Liste, welche die Größe von 34 südlich des Humber gelegenen angelsächsischen Königreichen und Stammesgebieten angibt.
Die ursprüngliche Liste wurde in Mercia zwischen der Mitte des 7. und dem späten 9. Jahrhundert angelegt. Ob das Tribal Hidage ein einheitliches Werk darstellt oder über einen längeren Zeitraum zusammengetragen wurde, ist ebenso unbekannt wie der Verwendungszweck. Möglicherweise handelt es sich um eine Tribut- oder Steuerliste. Die zahlreichen genannten kleinen mittelenglischen Volksgruppen und Stämme weisen auf ältere Gesellschaftsstrukturen hin, aus denen auch Mercia und die anderen Königreiche der Heptarchie hervorgingen. Die räumliche Zuordnung der kleineren Gebiete ist teilweise unsicher.
Das älteste erhalten gebliebene Manuskript („Rezension A“ in MS Harley 3271) wurde in altenglisch verfasst und stammt aus dem 11. Jahrhundert. Die lateinische „Rezension B“ aus dem 13./14. Jahrhundert weist nur geringfügige Unterschiede auf.

## MS Harley 3271
| Text                                                                              | Gebiet                     | Größe in hides |
| Myrcna landes is þrittig þusend hyda þær mon ærest Mrycna hæt.                    | Mercia                     | 30.000         |
| Wocen sætna is syfan þusend hida.                                                 | Wocensætna                 | 7.000          |
| Westerna eac swa.                                                                 | Magonsæte (Cheshire)       | 7.000          |
| Pecsætna twelf hund hyda.                                                         | Pecsætna                   | 1.200          |
| Elmed sætna syx hund hyda.                                                        | Elmet                      | 600            |
| Lindesfarona syfan þusend hyda mid Hæþ feldlande.                                 | Lindsey und Hatfield Chase | 7.000          |
| Suþ gyrwa syx hund hyda.                                                          | Südgirwa                   | 600            |
| Norþ gyrwa syx hund hyda.                                                         | Nordgirwa                  | 600            |
| East wixna þryu hund hyda.                                                        | Ostwixna                   | 300            |
| West wixna syx hund hyda.                                                         | Westwixna                  | 600            |
| Spalda syx hund hyda.                                                             | Spalda                     | 600            |
| Wigesta nygan hund hyda.                                                          | Wigesta                    | 900            |
| Herefinna twelf hund hyda.                                                        | Herefinna                  | 1.200          |
| Sweord ora þryu hund hyda.                                                        | Sweord ora                 | 300            |
| Gifla þryu hund hyda.                                                             | Gifla                      | 300            |
| Hicca þry hund hyda.                                                              | Hicca                      | 300            |
| Wiht gara syx hund hyda.                                                          | Isle of Wight              | 600            |
| Noxgaga fif þusend hyda.                                                          | Noxgaga                    | 5.000          |
| Ohtgaga twa þusend hyda.                                                          | Ohtgaga                    | 2.000          |
| þæt is six ond syxtig þusend hyda ond an hund hyda.                               | Das ist (Summe)            | 66.100         |
| Hwinca syfan þusend hyda.                                                         | Hwicce                     | 7.000          |
| Ciltern sætna feower þusend hyda.                                                 | Chiltern Hills             | 4.000          |
| Hendrica þryu þusend hyda ond fif hund hyda.                                      | Hendrica                   | 3.500          |
| Unecungaga twelf hund hyda.                                                       | Unecungaga                 | 1.200          |
| Arosætna syx hund hyda.                                                           | Arosætna                   | 600            |
| Færpinga þreo hund hyda.                                                          | Færpinga                   | 300            |
| Bilmiga syx hund hyda.                                                            | Bilmiga                    | 600            |
| Widerigga eac swa.                                                                | Widerigga                  | 600            |
| Eastwilla syx hund hyda.                                                          | Ostwilla                   | 600            |
| Westwilla syx hund hyda.                                                          | Westwilla                  | 600            |
| East engle þrittig þusend hida.                                                   | East Anglia                | 30.000         |
| Eastsexena syofon þusend hyda.                                                    | Essex                      | 7.000          |
| Cantwarena fiftene þusend hyda.                                                   | Kent                       | 15.000         |
| Suþsexena syufan þusend hyda.                                                     | Sussex                     | 7.000          |
| Westsexena hund þusend hyda.                                                      | Wessex                     | 100.000        |
| Ðis ealles twa hund þusend ond twa ond feowertig þusend hyda ond syuan hund hyda. | Diese alle (Summe)         | 242.700        |
|                                                                                   | (ohne Rechenfehler         | 244.100)       |